# Ce que je sais
Pour la chanson, voir Ce que je sais (chanson).
Albums de Johnny Hallyday
Destination Vegas
(1996) Sang pour sang
(1999)
Singles
1. Ce que je sais
Sortie : 13 janvier 1998
2. Debout
Sortie : 23 mars 1998
3. Allumer le feu
Sortie : 16 juin 1998
4. Seul
Sortie : 15 septembre 1998

Ce que je sais est le 41e album studio de Johnny Hallyday, il sort le 24 janvier 1998.
L'album est réalisé et composé par Pascal Obispo en collaboration avec Pierre Jaconelli sur plusieurs titres.

## Histoire
Pascal Obispo est, après Pierre Groscolas (compositeur du double album Hamlet en 1976), le deuxième musicien à mettre en musique tout un album de Johnny Hallyday ; il s'ajoute également à Berger et Goldman, parmi les auteurs-compositeurs-interprètes de renom à avoir écrit pour le chanteur.

## Autour de l'album
Références originales
- CD Philips Mercury 536 920-2 PY 811

cette première édition comprenait un tirage limité (rapidement épuisée), avec un « boîtier spécial »

réédition en 2000 (avec pochette carton et ouvrante) : Philips Mercury Universal 536 920-2 UN 899 
- Double 33 tours Philips 536 920-1 (édition limitée à 2000 exemplaires)[1]

Initialement, l'album devait contenir quinze titres, mais Johnny Hallyday en fit retirer un (à ce jour -2021- il demeure inédit).
C'est la première fois, en couverture principale de l'album, que Johnny Hallyday apparaît avec moustache et bouc, le look que le chanteur conserve jusqu'à sa mort.

## Liste des titres
| 14 titres | 14 titres                                            | 14 titres                          | 14 titres                        | 14 titres | 14 titres | 14 titres | 14 titres | 14 titres | 14 titres |
| No        | Titre                                                | Paroles                            | Musique                          | Durée     |           |           |           |           |           |
| --------- | ---------------------------------------------------- | ---------------------------------- | -------------------------------- | --------- | --------- | --------- | --------- | --------- | --------- |
| 1.        | Ce que je sais                                       | Didier Golemanas                   | Pascal Obispo                    | 4:13      |           |           |           |           |           |
| 2.        | Chacun cherche son cœur                              | Didier Golemanas                   | Pascal Obispo                    | 4:20      |           |           |           |           |           |
| 3.        | Plus près de vous                                    | Zazie                              | Pascal Obispo                    | 4:50      |           |           |           |           |           |
| 4.        | Allumer le feu                                       | Zazie                              | Pascal Obispo - Pierre Jaconelli | 5:29      |           |           |           |           |           |
| 5.        | Debout                                               | Lionel Florence - Didier Golemanas | Pascal Obispo                    | 4:06      |           |           |           |           |           |
| 6.        | C'est en France                                      | Didier Golemanas                   | Pascal Obispo - Pierre Jaconelli | 4:44      |           |           |           |           |           |
| 7.        | Les moulins à vent                                   | Lionel Florence                    | Pascal Obispo - Pierre Jaconelli | 4:49      |           |           |           |           |           |
| 8.        | Seul                                                 | Lionel Florence                    | Pascal Obispo                    | 4:57      |           |           |           |           |           |
| 9.        | Nos limites                                          | Didier Golemanas                   | Pascal Obispo                    | 3:18      |           |           |           |           |           |
| 10.       | C'est la vie qui veut ça (en duo avec Pascal Obispo) | Zazie                              | Pascal Obispo - Pierre Jaconelli | 4:58      |           |           |           |           |           |
| 11.       | L'Eldorado                                           | Patrice Guirao                     | Pascal Obispo                    | 4:08      |           |           |           |           |           |
| 12.       | Que ma Harley repose en paix                         | Didier Golemanas                   | Pascal Obispo - Pierre Jaconelli | 3:58      |           |           |           |           |           |
| 13.       | Le temps passer                                      | Lionel Florence                    | Pascal Obispo - Pierre Jaconelli | 4:52      |           |           |           |           |           |
| 14.       | Regarde-moi t'aimer                                  | Didier Golemanas                   | Pascal Obispo                    | 4:36      |           |           |           |           |           |
| 59:18     |                                                      |                                    |                                  |           |           |           |           |           |           |

## Musiciens
- Nota : liste établie d'après le livret de l'édition originale du CD Ce que je sais (référence : Mercury France 538 920 2)

Le groupe :
- Pierre Jaconelli : guitares
- Mishko : basse
- Christophe Deschamps : batterie, percussions et programmations
- Christophe Voisin : piano, claviers et programmations

Orchestre :
- régie : Philippe Nadal
- violon solo : Christophe Guiot
- violons : (20 violonistes au total dont par ordre de citation) Arnaud Nuvolone, Alain Persiaux, Frédéric Visconte, Christian Tetard, Éric Chouteau, Laurence Monty (...)
- violoncelle solo : Cyrille Lacrouts
- violoncelles : Philippe Nadal, Philippe Cherond, Frédéric Lagarde, Frédéric Kret
- altos : Marc Desmons, Jean-Marc Apap, Olivier Grimoin, Janathan Naze, Agnès Toussaint
- contrebasse : Philippe Noharet
- percussions : Guy Cipriani

Détails par titres :
- Ce que je sais : piano Arnaud Dunoyer de Segonzac ; arrangements cordes Nick Ingman'
- Chacun cherche son cœur : programmations Pascal Obispo ; arrangements cordes Nick Ingman et Pascal Obispo
- Plus près de vous : programmation Manu Feyrabend ; piano Jean Mora et Alain Lanty ; arrangements cordes Pierre Adenot
- Allumer le feu : orgue Jean Mora ; chœurs Johnny Hallyday, Pascal Obispo, Érick Bamy, Rachelle Jeanty, Élise Dugay, Terry Bradford
- Debout : orgue Jean Mora, arrangements cordes Ed Shearmur
- C'est en France : arrangements cordes Nick Ingman et Pascal Obispo
- Les Moulins à vent : programmations Pascal Obispo , chœurs Érick Bamy, Rachelle Jeanty, Élise Dugay, Terry Bradford
- Seul : piano Jean Mora ; arrangements cordes Ed Shearmur
- Nos limites : programmations Pascal Obispo ; chœurs Érick Bamy, Rachelle Jeanty, Élise Dugay, Terry Bradford
- C'est la vie qui veut ça : piano Arnaud Dunoyer de Segonzac ; arrangements cordes Pierre Adenot
- L'Eldorado : arrangements cordes Nick Ingman, Pascal Obispo
- Que ma Harley repose en paix : orgue Jean Mora ; chœurs Érick Bamy, Rachelle Jeanty, Élise Dugay, Terry Bradford ; arrangements cordes Ed Sheamur
- Le temps passer : chœurs Pascal Obispo ; arrangements cordes Ed Shearmur
- Regarde moi t'aimer : piano Arnaud Dunoyer de Segonzac ; arrangements cordes Ed Shearmur

## Classements et certifications
| Classement (1998-2000)           | Meilleure position |
| -------------------------------- | ------------------ |
| Belgique (Wallonie Ultratop)     | 2                  |
| Europe (European Top 100 Albums) | 17                 |
| France (SNEP)                    | 2                  |
| Suisse (Schweizer Hitparade)     | 38                 |

| Classement (1998)            | Meilleure position |
| ---------------------------- | ------------------ |
| Belgique (Wallonie Ultratop) | 23                 |
| France (SNEP)                | 14                 |

### Certifications
| Pays           | Certification | Ventes certifiées |
| -------------- | ------------- | ----------------- |
| Belgique (BEA) | Or            | 10 000            |
| France (SNEP)  | 2 × Platine   | 600 000           |